# Pseudopedaria grossa
Pseudopedaria grossa är en skalbaggsart som beskrevs av Thomson 1859. Pseudopedaria grossa ingår i släktet Pseudopedaria och familjen bladhorningar. Inga underarter finns listade i Catalogue of Life.